# Typhlachirus
Typhlachirus is een monotypisch geslacht van straalvinnige vissen uit de familie van eigenlijke tongen (Soleidae).

## Soort
- Typhlachirus caecus Hardenberg, 1931